# 松浦鎮信
松浦 鎮信（まつら しげのぶ）は、戦国時代から江戸時代初期にかけての武将・大名。肥前国平戸藩初代藩主。官位は従四位下・肥前守、式部卿。平戸松浦氏26代当主。
戦国大名大友義鎮（宗麟）より偏諱を与えられ鎮信を名乗る。晩年、山城上醍醐行樹院にて出家し、法号は宗信、後に無外庵宗静と称した。出家後は法眼に叙されて法印に昇り、式部卿に任ぜられたため式部卿法印、平戸法印とも呼ばれた。なお、曽孫にあたる第4代藩主も、隠居後に重信から同じ字の鎮信に改名しており、改名後の表記で主に知られる。

## 経歴
天文18年（1549年）、松浦隆信の長男として誕生。母は杉隆景の娘。永禄3年（1560年）、塚原幹勝に剣術を学ぶ。晩年にも竹屋重勝に秘儀を伝授されるなど剣の達人で、文武両面に優れ、和歌も嗜んだ。
永禄11年（1568年）、大友義鎮より武具一式を賜って元服し、隠居した父から家督を譲られた。相神浦の松浦丹後守親（宗金）が世継ぎを、有馬尚純の子から、松浦隆信の子松浦親に替えたことから合戦となった際、鎮信は相神浦側に加勢して勝利。元亀3年（1572年）には、大村純忠を攻めて、天正2年（1574年）にこれをついに屈服させ、純忠の娘（松東院）を息子久信の妻とすることで和議をまとめた。
この頃、肥前では龍造寺隆信の勢力が台頭し、鎮信もその膝下に組み込まれることを余儀なくされたが、天正12年（1584年）に龍造寺隆信が戦死すると、再び独立した。またこの年、スペイン船が平戸に来航した。
天正14年（1586年）3月、中央で勢力を拡大していた豊臣秀吉に対し、いち早く貢物を献じて喜ばれた。4月、大村純忠、有馬義純、宗義智、波多信時、有田盛らから攻撃を受けた広田城合戦においてこれらの軍勢を退けた。秀吉と友好的関係を築いていたことから、島津征伐を事前に知らされ、父と共に九州平定に参陣した。秀吉に親子3代で拝謁した際には、敢えて加増を望まずに所領安堵で満足であると言ってさらに喜ばれ、豊臣政権内での地位を確立した。
天正17年（1589年）に出家したが、松浦氏の実権を握り続けた。天正18年（1590年）の関東の小田原征伐においても水軍を出した。
文禄・慶長の役では、まず前進基地のひとつとして壱岐国に勝本城の築城を指示された後、宗氏と共に朝鮮通として期待され、嚮導役を任された。弟信実、子の久信と共に出征し、大村喜前（純忠の子）、有馬晴信、五島純玄ら肥前の諸将は小西行長の一番隊に属して渡海し、緒戦より7年間に渡って活躍した。鵲院関の戦い、蔚山城の戦い、順天城の戦い、露梁海戦などで功を挙げている。朝鮮の役では24戦無敗であり、あまり注目されていないが、抜群の戦歴を残している。
出征した3,000名のうち1,918名の家臣が戦死したが、『松浦法印鎮信朝鮮七ヶ年間陣中日記之抄』によると平戸から手柄を求めて後々参戦した者が多くあり、帰国時にはむしろ増えて7,200名余に膨れ上がっていたと言う。平戸とは船が往来して戦利品をたびたび持ち帰っており、朝鮮人奴婢を数百人連れて帰って領内に帰化させたが、このなかには熊川（こもがい）陶工も含まれていた。これらが三川内焼の祖となった。
慶長4年（1599年）、亀岡城（または日之嶽城、後の平戸城）建設を開始した。この年、父が亡くなった。
慶長5年（1600年）の関ヶ原の戦いでは、大坂にいた久信が西軍に組したが、本国に在国していた鎮信は、肥前の神集島に大村喜前、有馬晴信、五島玄雅の肥前諸将を招集し、自身らの去就会議を開いた。鎮信は大村喜前の言葉に従って、東軍に与することを決定した。久信が西軍であったこともあり、徳川家康の疑念を招かないように建設途中の城の一部を焼却してみせた。これらの対応を賞した家康は、書を持って壱岐と松浦郡6万3,200石の所領を安堵し、鎮信は平戸藩初代藩主となった。久信にも咎は無かった。なお、慶長12年（1607年）に建築途中であった平戸城は大火に襲われてほぼ全焼し、再建されたのは約100年後の宝永4年（1707年）、5代藩主松浦棟の時代になってからであった。
慶長8年（1603年）、久信が死去したため、孫の隆信を連れ、江戸で家康に拝謁した。
平戸貿易は父の代に、ポルトガル船が長崎に移ったことで貿易の主役の座を奪われていて、松浦の経済は往時の繁栄を失っており、鎮信はこれの再建を夢見ていた。これより前の慶長5年、オランダはロッテムダムのファン・デル・ハーヘン社の5隻の貿易船の内の一隻、リーフデ号が豊後国に漂着していたが、その船員の一人クワッケルナックを帰国させるために、鎮信が自ら船を建造して与えたのはそのためである。クワッケルナックは家康の親書を携え慶長10年（1605年）に平戸を出立し、パタニ（マレー半島）で東インド会社の東洋遠征艦隊指揮官マテリーフ・デ・ヨンゲに報告。親書とは別に、クワッケルナックは鎮信に頼まれた日本貿易の振興を総督に訴えたので、デ・ヨンゲは平戸に来航することを約束した鎮信宛ての書を和船に託した。
慶長14年（1609年）、約束より2年遅れたが、ローデレーフ号とフリーフン号の2隻が長崎沖に現れ、水先案内人の導きで、5月31日に平戸港にオランダ船が初めて入港した。鎮信はオランダ使節を駿府（家康の隠居地）に連れて行って国書を奉じさせ、貿易の許可を得た。平戸にはオランダ商館が開設され、ヤックス・スペックスが初代館長となった。また慶長18年（1613年）、イギリス東インド会社のジョン・セーリスが平戸に来航。国王ジェームズ1世の国書を持って、家康より貿易を許可する朱印状を得て、鎮信と隆信は平戸の木引田町にイギリス商館を開設させ、リチャード・コックスが初代館長となった。また同年アダムスも平戸に招き、（対外貿易が幕府独占になるまで）平戸貿易の再興を果たした。
慶長19年（1614年）に没した。享年66。鎮信自身は熱心な真言宗徒で、領内におけるキリシタンの排除も行なった。自ら建立して葬られた最教寺には鎮信の像がある。

## 系譜
- 父：松浦隆信（1529年 - 1599年）
- 母：杉隆景の娘
- 正室：西郷純堯の娘
  - 長男：松浦久信（1571年 - 1602年）
- 側室：小麦様 - 朝鮮女性
- 生母不明の子女
  - 長女：日高信喜室
  - 次男：松浦信正（蔵人）
  - 次女：後藤広明室
  - 三女：西郷純成室
  - 四女：桃野太郎右衛門室
  - 五女：南総右衛門室
  - 男子：角左衛門 -  日高勝秀の養子
  - 男子：三四郎 - 南総右衛門の養子